# Aïn Chouhada
Aïn Chouhada (em árabe: عين الشھداء) é uma cidade e comuna localizada na província de Djelfa, Argélia. De acordo com o censo de 2008, a população total da cidade era de 4 549 habitantes.